# Ludovico Incisa di Camerana
Ludovico Incisa di Camerana (Cagliari, 12 dicembre 1927 – Roma, 2 maggio 2013) è stato un diplomatico e saggista italiano.

## Biografia
Si è laureato in giurisprudenza all'Università di Roma nel 1949 e in scienze politiche, nella stessa università, nel 1953.
Entra in Carriera diplomatica in seguito ad esame di concorso nel 1955 e viene destinato al Servizio del Cerimoniale. Nel 1957 presta servizio a Le Havre in qualità di Vice Console e, successivamente, di Terzo Segretario di Legazione. Dal 1959 al 1960 presta servizio a Rio de Janeiro come Secondo Segretario di Legazione. A Madrid (1961-1965) svolge le funzioni di Primo Segretario di Legazione e, successivamente, di Primo Segretario. 
Al suo rientro al Ministero degli Affari Esteri nel 1967, viene destinato alla Direzione Generale Affari Politici. In seguito presta servizio presso il Gabinetto del Ministro (1967) e presso la Direzione Generale Affari Economici (1969). Nel giugno 1969 fa ritorno a Rio De Janeiro in qualità di Primo Consigliere e, successivamente, viene nominato Consigliere d’ambasciata. 
Al suo rientro al Ministero degli Affari Esteri nel 1972, viene destinato alla Direzione Generale dell’Emigrazione e Affari Sociali, all’interno della quale diviene Capo dell’Ufficio V. Nel 1973 viene nominato Capo dell’Ufficio Ricerca, Studi e Programmazione presso la Direzione Generale Affari Politici. Nel 1977 assume il ruolo di Ministro consigliere a Londra e nel 1980 viene confermato nella stessa sede con funzioni di Ministro. 
Dal 1980 al 1985 è stato ambasciatore d'Italia in Venezuela, accreditato anche a Kingston (Giamaica), a Port of Spain (Trinidad-Tobago), a St. George’s (Grenada), a Bridgetown (Barbados), a Kingstown (St. Vincent), a Castries (St. Lucia) e a Roseau (Dominica). Dal 1985 al 1991 è stato ambasciatore d'Italia in Argentina. Rimane a disposizione con incarichi speciali fino al 1992 e cessa di far parte dell’Amministrazione nel gennaio 1995.
Nel Governo Dini, dal 26 febbraio 1996 ha ricoperto l'incarico di sottosegretario agli affari esteri.
È noto anche come scrittore e saggista, avendo pubblicato molti volumi con diversi editori. Si è occupato di temi quali la storia politica dell’America Latina, il fascismo, la Guerra fredda e la politica estera degli Stati Uniti..
Ha fatto parte di alcune organizzazioni nazionali ed internazionali, tra cui la Società Italiana di Organizzazione Internazionale, Diplomatia e la Fondazione Italia USA, ed è stato editorialista di politica estera per i quotidiani La Nazione e il Resto del Carlino.

## Pubblicazioni
- Spagna senza miti, Mursia, 1968
- L’industrializzazione tra nazionalismo e rivoluzione. Le ideologie politiche dei paesi in via di sviluppo, Il Mulino, 1968
- Il Brasile, Laterza, 1969
- Momenti dell’esperienza politica latino-americana: tre saggi su populismo e militari in America Latina, Il Mulino, 1974
- L'era di Kissinger, Laterza, 1975 (con lo pseudonimo di "Ludovico Garruccio")
- L'Italia senza eroi, Laterza, 1980 (con lo pseudonimo di "Ludovico Garruccio")
- Cristina di Belgioioso, Rusconi, 1984
- La vittoria dell'Italia nella terza guerra mondiale, Laterza, 1996 ISBN 8842049700 ;
- L'Italia della luogotenenza, Umberto di Savoia il passaggio alla Repubblica, Corbaccio, 1996 ISBN 8879722034
- L’Argentina, gli italiani, l’Italia, Servizi promozioni Attività Internazionale (SPAI), 1998
- Fascismo, populismo, modernizzazione, A. Pellicani, 2000
- Il modello spagnolo, come Don Chischiotte è diventato manager, Liberal Libri, 2001 ISBN 8882700305
- I caudillos, biografia di un continente, Corbaccio, 2001
- Stato di guerra, conflitti e violenza nella post-modernità, Ideazione, 2001
- Il grande esodo, storia delle migrazioni italiane nel mondo, Corbaccio, 2003 ISBN 8879724444
- Pinocchio, Il Mulino, 2004
- I ragazzi del Che, storia di una rivoluzione mancata, Corbaccio, 2007 ISBN 8879727796